# Киевское высшее инженерное радиотехническое училище ПВО
Киевское высшее инженерное радиотехническое училище ПВО имени маршала авиации А. И. Покрышкина (КВИРТУ ПВО, 23 апреля 1953 — 17 августа 1999) — высшее военное учебное заведение профессионального образования подготовки офицеров Радиотехнических войск ВС СССР c 1953 года по 1992 год.

## История
Училище создано в соответствии с постановлением Совета Министров СССР № 027 от 01 февраля 1953 года. Согласно директивам Министра обороны СССР от 3 февраля 1953 г. и Генерального штаба ВС СССР от 27 февраля 1953 г., формирование КВИРТУ ПВО было поручено штабу Киевского района противовоздушной обороны. Училище разместили в г. Киеве (столице УССР) по адресу: ул. Мельникова, д. 81. 25 апреля 1953 г. оно было полностью сформировано, эта дата являлась ежегодным праздником ВВУЗа (высшего военного учебного заведения).
Учебный процесс начался 4 мая 1953 года на первом курсе, 1 октября — на втором курсе по программе четырёхгодичного обучения. На тот момент в профессорско-преподавательском составе, насчитывавшем 116 человек, работали 4 кандидата наук, 2 доцента и один профессор. До апреля 1957 года руководил ВВУЗом генерал-майор артиллерии И. Ф. Короленко. Функционировало два факультета: радиотехнический и радиолокационный, которые возглавляли генерал-майоры артиллерии Париков П. З. и Кравцов А. Е. . Первый выпуск военных инженеров по специальности инженер-радиотехник и инженер по радиолокации был осуществлён 1 октября 1956 года. Окончили училище с отличием 16 человек, а инженер-лейтенант Г. В. Лавинский был удостоен золотой медали. Выпускники ВВУЗ-а в основном направлялись для продолжения службы в Радиотехнические войска ПВО страны. С 1 сентября 1957 года училище перешло на пятилетнюю программу обучения.
С апреля 1957 г. по ноябрь 1969 г. училищем руководил генерал-лейтенант артиллерии Т. И. Ростунов. В эти годы ВВУЗ стал одним из лучших высших учебных заведений МО СССР. Дополнительно были созданы заочный и иностранный факультеты, которые возглавили соответственно: генерал-майор артиллерии А. И. Архипов и инженер-полковник Г. И. Просихин. Иностранный факультет готовил военных инженеров для 13-ти стран мира. Радиотехнический факультет был переименован в факультет автоматизированных систем управления, который возглавил генерал-майор Грибакин, а потом к.т. н., доцент, инженер-полковник Г. Д. Хелидзе. Радиолокационный факультет стал называться факультетом радиолокационных систем, его руководителем стал опытный педагог, инженер-полковник А. М. Педак. В училище особое внимание уделяется научным исследованиям и совершенствованию учебного процесса. Создаются две научно-исследовательские лаборатории (НИЛ-1 и НИЛ-2), мощный вычислительный центр, устанавливается тесная связь с АН УССР и её институтами. Впервые в стране коллектив ВВУЗа широко использует в учебном процессе ЭВМ и программированный метод обучения. Первым в КВИРТУ ПВО доктором технических наук в 1966 году стал Е. Н. Вавилов.
С декабря 1969 г. по июль 1974 г. ВВУЗом руководил к.т. н., с.н.с., лауреат Ленинской премии, генерал-лейтенант ИТС М. И. Трофимчук. Существенно расширяется спектр подготовки специалистов. Создаётся факультет радиотехнических систем, который готовит военных инженеров для испытательных полигонов МО СССР и Системы предупреждения ракетного нападения (СПРН), начальник факультета инженер-полковник Н. В. Бойко. Сооружается первоклассный полевой учебно-исследовательский центр (ПУНИЦ) в районе села Лютеж Киевской области, который позволил существенно повысить как теоретическую, так и практическую подготовку выпускников по девяти специальностям. Коллектив училища впервые отмечается высшей наградой УССР — Почётной грамотой Президиума Верховного Совета УССР с золотой медалью, а также орденом ГДР «За заслуги перед народом и Отечеством» в золоте. Открывается музей КВИРТУ ПВО.
Профессионализм коллектива ВВУЗа постоянно растёт, к этому времени в нём уже работают: 12 докторов, 158 кандидатов наук, 18 профессоров, 142 доцента, два заслуженных деятеля науки УССР, три заслуженных изобретателя УССР, три заслуженных работника высшей школы УССР, четыре заслуженных рационализатора УССР и 18 отличных работников высшей школы СССР.
С июля 1974 г. по июнь 1979 г. училище возглавляет генерал-лейтенант А. В. Линник. ВВУЗ продолжает расширяться, открывается факультет радиотехнической разведки, начальник инженер-полковник В. А. Кокорин. Вводятся в эксплуатацию новые учебный корпус, общежитие для курсантов и столовая на три тысячи мест. Существенно усиливается военно-тактическая подготовка выпускников. Коллектив ВВУЗа награждается второй Почётной грамотой Президиума Верховного Совета УССР с золотой медалью. Из печати выходит исторический очерк «25 лет КВИРТУ ПВО». Большая группа сотрудников училища во главе с начальником награждается орденами и медалями СССР.
В 1978 году создаётся факультет № 4 (радиотехнической разведки).
С июня 1979 г. по июнь 1989 г. ВВУЗом руководит к.в.н., генерал-лейтенант Н. К. Поляков. Создаётся научный центр по внедрению в войска ПВО автоматизированных систем управления, начальник к.т. н., доцент, инженер-полковник В. А. Третьяков. Разрабатывается и внедряется в учебный процесс комплексная система обучения и воспитания слушателей и курсантов, автор — председатель методического Совета училища, начальник кафедры радиотехнических измерительно-информационных систем, к.т. н., доцент, инженер-полковник А. С. Кучеров. Училище становится одним из передовых ВВУЗов в стране, о котором часто пишет газета МО СССР «Красная Звезда». Поток желающих познакомиться с работой коллектива КВИРТУ ПВО, как из страны, так и из-за рубежа растёт.
18 июня 1985 года на первой странице газеты «Красная Звезда», центрального печатного органа МО СССР, появился большой очерк журналиста Ляпкало об интересной работе коллектива КВИРТУ. Подробная информация о ВУЗе, высоком профессионализме коллектива и эффективности его работы была напечатана впервые, а то, что она появилась на первой странице «Красной Звезды», косвенно подтверждало, что КВИРТУ ПВО является лучшим ВВУЗом страны. Коллектив с большой радостью встретил появление этого очерка, ведь почти тридцать лет коллектив КВИРТУ ПВО работал без права на славу, во славу Отчизне, будучи закрытой военной организацией. А в конце 1985 года международный орган ООН, ЮНЕСКО назвала КВИРТУ в двадцатке лучших ВУЗов мира. Такой чести советское высшее военно-учебное заведение удостаивалось впервые.
В 1986 г. училищу присваивается имя выдающегося воздушного аса Великой Отечественной войны, трижды Героя Советского Союза, маршала авиации А. И. Покрышкина. А за успехи в подготовке военных инженеров для армий СРВ (Социалистической Республики Вьетнам) и ПНР (Польской Народной Республики) коллектив ВВУЗа награждается вьетнамским орденом «За боевые заслуги» 2 степени и орденом Заслуг перед Польской Народной Республикой. Ежегодно учёными, сотрудниками, слушателями и курсантами училища разрабатывались и внедрялись в войсках и стенах ВВУЗа более тысячи рационализаторских предложений и около двухсот изобретений, издавались сотни научных статей, монографии и учебники.
С июня 1989 г. по июнь 1992 г. училище возглавлял генерал-майор П. В. Мехов. Это самые сложные годы как для страны, так и училища. Распался СССР, и КВИРТУ ПВО начало рушиться. ВВУЗ перешёл под юрисдикцию МО Украины. Количество готовящихся специалистов ежегодно начало уменьшаться. Хаос и неразбериха захлестнули коллектив. На основании приказа Министра обороны Украины № 057 с 01 сентября 1993 на базе КВИРТУ ПВО и Киевского высшего военного инженерного дважды Краснознамённого училища связи имени М. И. Калинина (КВВИДКУС) был создан Киевский военный институт управления и связи (КВИУС), который возглавил начальник училища связи к.п.н., полковник, ставший потом генерал-майором, Н. В. Гончар. В таком необычном симбиозе коллектив КВИРТУ проработал шесть лет. И согласно Постановлению Кабинета Министров Украины № 078 от 17 августа 1999 года ВВУЗ был ликвидирован. Все пять военных городков бывшего КВИРТУ ПВО были переданы различным министерствам и ведомствам Украины.
За 46 лет работы коллектив КВИРТУ подготовил 19876 военных радиоинженеров по девяти специальностям, из которых 387 выпускников удостоены золотых медалей, а 1349 человек окончили училище с отличием. Кроме того, коллектив воспитал 37 докторов и 652 кандидата наук, 46 профессоров и 412 доцента. Выполнил 216 научно-исследовательских работ, которые завершились тремя открытиями и 849 изобретениями, многие из которых были внедрены при разработке новой военной техники и вооружения, а некоторые изобретения самостоятельно запускались в серийное производство.

## Командиры
- генерал-лейтенант артиллерии Короленко И. Ф. (1953 — апрель 1957 г.)
- генерал-лейтенант артиллерии Ростунов Т. И. (c апреля 1957 г. по ноябрь 1969 г.)
- генерал-лейтенант-инженер Трофимчук М. И. (c декабря 1969 г. по июль 1974 г.)
- генерал-лейтенант Линник А. В. (С июля 1974 г. по июнь 1979 г.)
- генерал-лейтенант Поляков Н. К. (С июня 1979 г. по июнь 1989 г.)
- генерал-майор Мехов П. В. (С июня 1989 г. по июнь 1992 г.)